# (154991) Vinciguerra
(154991) Vinciguerra est un astéroïde Amor découvert le 17 janvier 2005 par Andrea Boattini et Hans Scholl à La Silla.